# Capitán Bado
Capitán Bado este un oraș din departamentul Amambay, Paraguay.